# Artur von Mecenseffy

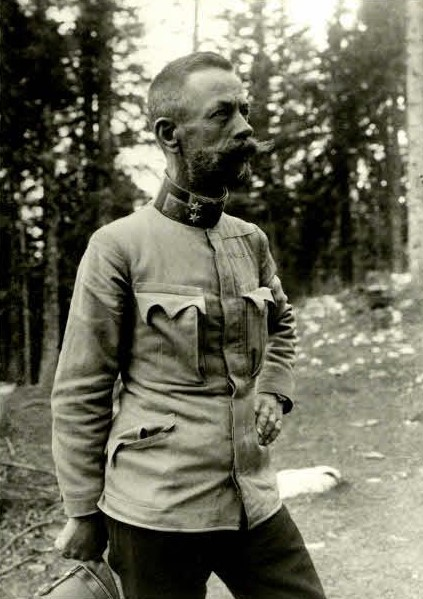
Feldmarschallleutnant Artur Edler von Mecenseffy

Artur Edler von Mecenseffy (* 23. Juni 1865 in Wien; † 6. Oktober 1917 bei Asiago) war ein Feldmarschallleutnant der k.u.k. Armee und war einer der höchstrangigen österreichischen Offiziere, die im Ersten Weltkrieg gefallen sind.

## Leben
Mecenseffy begann seine militärische Laufbahn beim Pionierregiment in Klosterneuburg bei Wien und wurde 1885 zum Leutnant ausgemustert. Nach Absolvierung der Kriegsschule 1887 dem Generalstab zugeteilt, folgte 1895 die Ernennung zum Hauptmann des Generalstabs und die Versetzung in das Operationsbüro des Generalstabs. 1909 wurde er als Oberstleutnant Leiter der Nachschubabteilung. Er galt als exzellenter Fachmann in allen Fragen der Logistik. Am 1. November 1912 wurde er zum Generalmajor befördert und mit dem Kommando der 18. Infanteriebrigade der Prager Division betraut.
Zu Beginn des Ersten Weltkrieges war er seit 29. Juli 1914 als Generalstabschef der 2. Armee eingeteilt, doch nach Auseinandersetzungen mit deren Kommandanten, General Böhm-Ermolli berief ihn der Chef des Generalstabes, General Conrad von Hötzendorf, von dort ab. Seine neue Verwendung war die Stelle des Quartiermeisters der 4. Armee des Generals Auffenberg.
Am 20. Januar 1915 wurde er Kommandant der 10. Infanterie-Truppendivision, die im Rahmen der 4. Armee an der russischen Front eingesetzt war. Die Division führte er mit strenger Hand und ging gegen Disziplinlosigkeiten hart vor. Dabei machte er auch vor standrechtlichen Erschießungen nicht halt, falls es zur Aufrechterhaltung der Disziplin notwendig war. Trotzdem konnte er die Auflösungserscheinungen bei dem seinem Divisionskommando unterstehenden Infanterieregiment Nr. 36 nicht unterbinden. Wegen angeblichem Hochverrats und Überlaufen zum Feind von Teilen der tschechischen Mannschaft Ende Mai 1915, wurde das Regiment auf seinen Antrag hin am 15. Juni 1915 aufgelöst und bis zum Kriegsende als einziges Regiment der österreichisch-ungarischen Streitkräfte nicht mehr aufgestellt.
Mit der 10. Infanterie-Truppendivision war Mecenseffy am Erfolg der Schlacht von Gorlice-Tarnów beteiligt. Am 1. September 1915 wurde er zum Feldmarschalleutnant befördert. Im Frühjahr 1916 nahm er mit der 10. Infanterie-Truppendivision, mittlerweile der 3. Armee zugeteilt, an der Südtiroloffensive teil. Anschließend verblieb er mit dieser Division auf der Hochebene der Sieben Gemeinden nördlich von Asiago  bis er im August das Kommando abgab.
Im September 1916 übernahm er das Kommando der Grazer 6. Infanterie-Truppendivision. Im schwierigen Gebirgsgelände des südlich der Valsugana und nördlich von Asiago liegenden Monte Ortigara, konnte die Division die schweren Angriffe der italienischen Alpini während der Ortigaraschlacht im Juni 1917 erfolgreich abwehren.
Als Mecenseffy am 6. Oktober nach Abschluss einer Inspizierung der Stellungen seiner Truppen in Frontnähe sein Kraftfahrzeug bestieg, wurde dieses von einem feindlichen Artilleriegeschoss getroffen. Er wurde dabei so schwer verwundet, dass er kurz darauf starb.
Von den insgesamt sieben österreich-ungarischen Offizieren im Generalsrang, die im Ersten Weltkrieg gefallen sind, gilt Feldmarschalleutnant Mecenseffy als der ranghöchste Offizier der k.u.k. Armee. Ranghöher als er war nur der  Feldmarschalleutnant der k.u. Landwehr, Ernst Anton von Froreich-Szábo.
Artur von Mecenseffy war unter anderem Träger des Leopold-Ordens (Ritterkreuz) und des Ordens der Eisernen Krone (II. Klasse).
Die Historikerin und Theologin Grete Mecenseffy war seine Tochter.